# Stephen Walsh (Politiker)

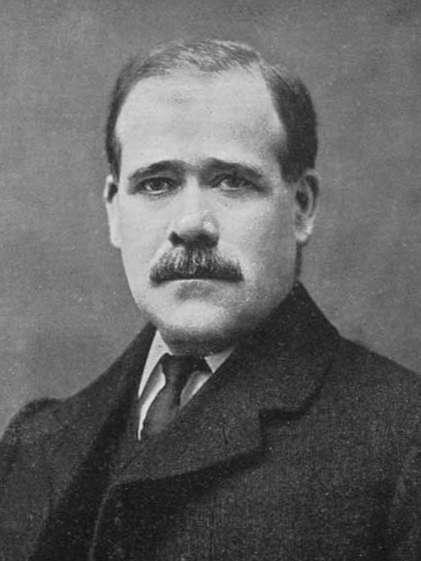
Stephen Walsh

Stephen Walsh, PC (* 26. August 1859 in Kirkdale, Liverpool; † 16. März 1929 in Wigan) war ein britischer Gewerkschaftsfunktionär und Politiker der Labour Party, der von 1906 bis zu seinem Tode 1929 Mitglied des Unterhauses (House of Commons) sowie zeitweise Parlamentarischer Staatssekretär war. Er war zwischen 1922 und 1924 Vizepräsident der Bergarbeitergewerkschaft NUM (National Union of Mineworkers) sowie vom 23. Januar bis zum 4. November 1924 Kriegsminister  im ersten Kabinett MacDonald.

## Leben

### Bergarbeiter, Gewerkschafter und Unterhausabgeordneter
Stephen Walsh stammte von irischen Eltern ab. Sein Vater starb kurz vor seiner Geburt, während seine Mutter in seiner frühen Kindheit verstarb. Dadurch wurde er früh Vollwaise und lebte in einem Kinderarbeitsheim (Industrial School and Orphanage) in Kirkdale. Er lebte dann ab 1872 bei einem älteren Bruder und nahm zugleich als Dreizehnjähriger eine Tätigkeit als Bergarbeiter in einem Bergwerk in Ashton-in-Makerfield bei Wigan auf. Dort traf er seine Frau Anne Adamson, Tochter eines Bergarbeiters, die er am 16. August 1885 heiratete. Aus dieser Ehe gingen vier Söhne und sechs Töchter hervor. Er engagierte sich in der Gewerkschaft und wurde 1890 zum Bezirkssekretär der örtlichen Gewerkschaft gewählt. Als solcher trat er für eine Verbesserung der Arbeits- und Einkommensbedingungen der Bergarbeiter ein, die oftmals praktisch Analphabeten waren. 1901 wurde er zum Vertreter der Bergarbeitergewerkschaft (Miners’ Federation) von Lancashire und Cheshire ernannt. Zugleich begann er sein politisches Engagement in der Labour Party.
Bei der Wahl vom 12. Januar bis 10. Februar 1906 wurde Walsh für die Labour Party mit Unterstützung der Bergarbeitergewerkschaft im Wahlkreis Ince erstmals zum Mitglied des Unterhauses (House of Commons) gewählt und gehörte diesem bis zu seinem Tode am 16. März 1929 an. Während seiner Parlamentszugehörigkeit befasste er sich insbesondere mit Arbeitnehmerfragen und beteiligte sich nachhaltig an den Debatten zum Bergbaugesetz (Mines Act 1911) sowie zum Mindestlohngesetz (Minimum Wage Act of 1912). Während des Ersten Weltkrieges engagierte er sich in Rekrutierungskampagnen und war ein Unterstützer der Wehrpflicht (compulsory military service). 

### Parlamentarischer Staatssekretär und Kriegsminister
In der Regierung Lloyd George war Stephen Walsh zwischen dem 17. März und dem 28. Juni 1917 zunächst Parlamentarischer Staatssekretär im Ministerium für den Nationalen Dienst (Parliamentary Secretary to the Ministry of National Service). Im Anschluss fungierte er vom 28. Juni 1917 bis zum 27. Januar 1919 als Parlamentarischer Staatssekretär im Kommunalministerium (Parliamentary Secretary to the Local Government Board). Zwischenzeitlich wurde er bei der Wahl vom 14. Dezember 1918 im Wahlkreis Ince wiederum zum Mitglied des Unterhauses gewählt. 1922 wurde er als Nachfolger von Herbert Smith zudem Vizepräsident der Bergarbeitergewerkschaft NUM (National Union of Mineworkers) und bekleidete diese Funktion bis 1924, woraufhin Thomas Richards seine Nachfolge antrat. Er war ein Fachmann für Tarifvertragsverhandlungen und Vorsitzender der Bergarbeiter-Sektion der Schlichtungsstelle (Conciliation Board). 
Bei der Unterhauswahl am 6. Dezember 1923 gewann die Labour Party 191 Sitze. Obwohl die Conservative Party 258 Mandate gewonnen hatte, erklärte H. H. Asquith, dessen Liberal Party als drittstärkste Kraft 158 Sitze erhalten hatte, dass seine Partei die Regierung der Conservative Party unter Premierminister Stanley Baldwin  nicht weiter unterstützen wird. Asquith erklärte zu einer Regierungsbildung durch die Labour Party, dass dies „kaum unter sichereren Bedingungen versucht werden kann“ (‚it could hardly be tried under safer conditions‘). Ramsay MacDonald stimmte der Bildung einer Minderheitsregierung zu, die am 23. Januar 1924	als erste Regierung der Labour Party gebildet wurde. Allerdings war die Regierungsbildung dadurch geprägt, dass die Politiker der Labour Party über wenig oder keine Verwaltungserfahrung verfügten. Walsh wurde am 23. Januar 1924 zum Kriegsminister (Secretary of State for War) im ersten Kabinett MacDonald berufen. Er bekleidete dieses Ministeramt bis zum Ende von MacDonalds Amtszeit am 4. November 1924. Zugleich wurde er am 23. Januar 1924 wurde er des Weiteren Mitglied des Geheimen Kronrates (Privy Council).
Nach seinem Tode am 16. März 1929 wurde er auf dem Friedhof der Holy Trinity Church in Ashton-in-Makerfield beigesetzt.